# كنت
كِنْت (بالإنجليزية: Kent)‏ هي مقاطعة تقع في جنوب شرق إنجلترا، على القناة الإنجليزية. وهي من أول المناطق التي احتلها الرومان. تقع المقاطعة جنوب شرق لندن. مدينة المقاطعة هي ميدستون. وتلقب كنت بـ «حديقة إنجلترا» بسبب التأثير الزراعي وانتشار بساتين الفواكه وحدائق الأزهار. في المدينة توجد محطتان للطاقة النووية، في منطقة دنجنس. من أبرز مدنها ميدستون، وكانتربيري، وروتشستر، ودوفر وهي أحد أهم موانئها. ويعد فولكستون من موانئها الهامة الأخرى. لمدينة كانتربيري أهمية كبيرة بالنسبة للبلاد، فيعتبر رئيس أساقفة كانتربيري هو رئيس كنيسة إنجلترا، كما يوجد بها جامعة معروفة.
تجاور المقاطعة كلاً من شرق سسكس، وسوري، ولندن العظمى، وإسكس. وتقع في وسط نهر تيمز. كما تجاور فرنسا بشكل ضئيل. أتى اسم المدينة من مملكة كنت القديمة.

## المناخ
يظهر الجدول التالي التغييرات المناخية على مدار السنة لكنت:
| البيانات المناخية لـكنت           | البيانات المناخية لـكنت | البيانات المناخية لـكنت | البيانات المناخية لـكنت | البيانات المناخية لـكنت | البيانات المناخية لـكنت | البيانات المناخية لـكنت | البيانات المناخية لـكنت | البيانات المناخية لـكنت | البيانات المناخية لـكنت | البيانات المناخية لـكنت | البيانات المناخية لـكنت | البيانات المناخية لـكنت | البيانات المناخية لـكنت |
| الشهر                             | يناير                   | فبراير                  | مارس                    | أبريل                   | مايو                    | يونيو                   | يوليو                   | أغسطس                   | سبتمبر                  | أكتوبر                  | نوفمبر                  | ديسمبر                  | المعدل السنوي           |
| --------------------------------- | ----------------------- | ----------------------- | ----------------------- | ----------------------- | ----------------------- | ----------------------- | ----------------------- | ----------------------- | ----------------------- | ----------------------- | ----------------------- | ----------------------- | ----------------------- |
| متوسط درجة الحرارة الكبرى °م (°ف) | 7.4 (45.3)              | 7.4 (45.3)              | 10.3 (50.5)             | 12.9 (55.2)             | 16.3 (61.3)             | 19.3 (66.7)             | 21.8 (71.2)             | 21.9 (71.4)             | 18.8 (65.8)             | 14.8 (58.6)             | 10.7 (51.3)             | 7.8 (46.0)              | 14.1 (57.4)             |
| المتوسط اليومي °م (°ف)            | 4.5 (40.1)              | 4.4 (39.9)              | 6.7 (44.1)              | 8.7 (47.7)              | 12.0 (53.6)             | 14.7 (58.5)             | 17.2 (63.0)             | 17.2 (63.0)             | 14.6 (58.3)             | 11.2 (52.2)             | 7.5 (45.5)              | 5.0 (41.0)              | 10.3 (50.5)             |
| متوسط درجة الحرارة الصغرى °م (°ف) | 1.7 (35.1)              | 1.5 (34.7)              | 3.1 (37.6)              | 4.6 (40.3)              | 7.7 (45.9)              | 10.2 (50.4)             | 12.6 (54.7)             | 12.5 (54.5)             | 10.5 (50.9)             | 7.7 (45.9)              | 4.3 (39.7)              | 2.3 (36.1)              | 6.6 (43.9)              |
| الهطول مم (إنش)                   | 71.4 (2.81)             | 50.3 (1.98)             | 48.9 (1.93)             | 49.1 (1.93)             | 50.7 (2.00)             | 48.8 (1.92)             | 48.2 (1.90)             | 61.8 (2.43)             | 55.1 (2.17)             | 93.0 (3.66)             | 83.5 (3.29)             | 80.3 (3.16)             | 741.1 (29.18)           |
| متوسط الأيام الممطرة              | 12.7                    | 9.6                     | 9.5                     | 9.0                     | 9.2                     | 7.9                     | 7.7                     | 7.4                     | 8.1                     | 12.1                    | 12.0                    | 12.2                    | 117.4                   |
| ساعات سطوع الشمس الشهرية          | 59.6                    | 79.6                    | 115.3                   | 174.1                   | 205.2                   | 200.1                   | 213.7                   | 210.3                   | 152.2                   | 118.2                   | 71.9                    | 49.8                    | 1٬649٫9                 |
| المصدر #1:                        |                         |                         |                         |                         |                         |                         |                         |                         |                         |                         |                         |                         |                         |
| المصدر #2:                        |                         |                         |                         |                         |                         |                         |                         |                         |                         |                         |                         |                         |                         |

## أعلام
- توم برايس
- إدموند كارترايت
- ويليام بيت الأصغر
- دانتي جابرييل روزيتي
- روب نوكس
- وات تايلر
- ريتشارد تريفيثيك
- جون فرنش
- وليم كاكستون
- جوزف ليستر
- موسى مونتيفيوري
- آنا أتكينز
- جون هيرشل
- جون كامينغز هويل
- بيتر بارلو